# American Capitalist
Albums de Five Finger Death Punch
War Is the Answer
(2009) The Wrong Side of Heaven and the Righteous Side of Hell, Volume 1
(2013)
Singles
1. Under and Over It
Sortie : 27 juillet 2011
2. Back for More
Sortie : 13 septembre 2011
3. Remember Everything
Sortie : novembre 2011
4. Coming Down
Sortie : mai 2012
5. The Pride
Sortie : 16 octobre 2012
6. The Tragic Truth
Sortie : 2 décembre 2012

American Capitalist est le troisième album du groupe américain Five Finger Death Punch, sorti en 2011.

## Liste des chansons
| 1.    | American Capitalist | 3:28 |
| 2.    | Under and Over It   | 3:38 |
| 3.    | The Pride           | 3:23 |
| 4.    | Coming Down         | 4:01 |
| 5.    | Menace              | 3:31 |
| 6.    | Generation Dead     | 3:43 |
| 7.    | Back for More       | 3:22 |
| 8.    | Remember Everything | 4:38 |
| 9.    | Wicked Ways         | 3:07 |
| 10.   | If I Fall           | 3:56 |
| 11.   | 100 Ways to Hate    | 3:21 |
| 40:13 |                     |      |